# 이녹스첨단소재
이녹스첨단소재(INNOX Advanced Materials Co., Ltd.)는 대한민국의 기업이다. 본사는 충남 아산시 둔포면 아산밸리로 171에 위치해 있으며 대표이사는 장경호이다.외국인 지분율은 17.8%이다.

## 종속회사
이녹스리튬

## 같이 보기
- 이녹스

## 참고문헌
1. ↑  키움證 “이녹스첨단소재, 점유율 하락… 목표가 하향”, 조선비즈, 2023년 10월 13일
2. ↑  이녹스첨단소재 목표주가 상향, "올레드TV시장 커져 소재 수요 증가", 비즈니스 포스트, 2022년 4월 12일
3. ↑  김운호, IBK투자증권 Company Update-이녹스첨단소재, 2024. 2. 19
4. ↑  이녹스첨단소재, 이녹스리튬에 1000억 금전대여 , 딜사이트, 2023년 12월 26일